# Basílica de San Vicente Mártir

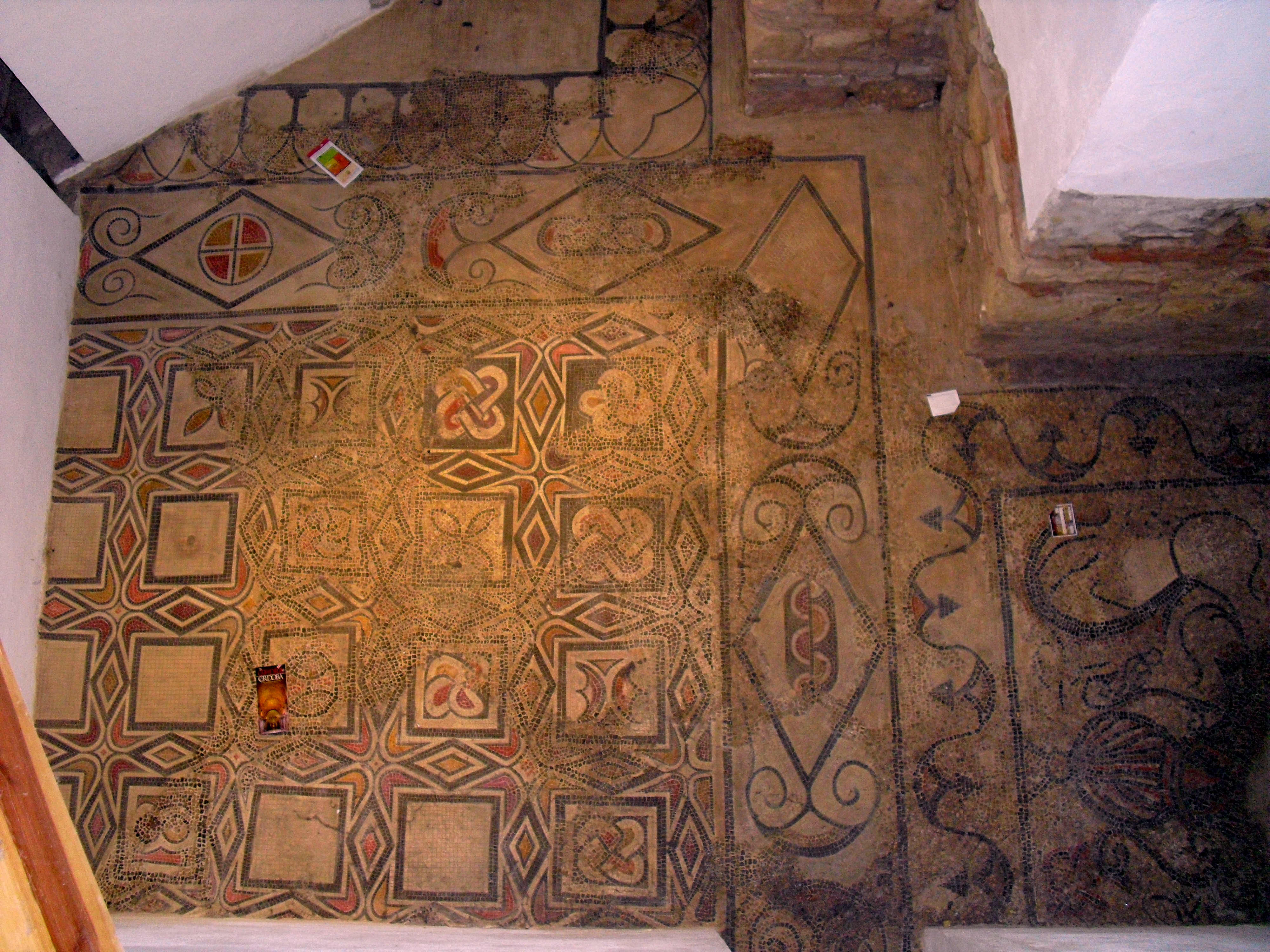
Restos de mosaicos del complejo episcopal de Córdoba en las excavaciones arqueológicas realizadas en la Mezquita-catedral de Córdoba.

La basílica de San Vicente Mártir, denominada tras las últimas excavaciones como complejo episcopal de Córdoba, fue un templo cristiano que comenzó a edificarse en el siglo V y fue ampliándose en los siglos VI y VII con clara influencia bizantina. Tras la conquista islámica de la península ibérica, en torno al año 785-786 fue derribada para construir lo que sería la actual Mezquita-catedral de Córdoba.